# 国際原核生物命名規約
国際原核生物命名規約（こくさいげんかくせいぶつめいめいきやく International Code of Nomenclature of Prokaryotes）とは、国際原核生物分類命名委員会（International Committee on Systematics of Prokaryotes, ICSP）による、原核生物の学名を決める際の唯一の国際的な規範である。

## 概要
1999年に国際細菌命名規約（ICNB:International Code of Nomenclature of Bacteria）から名称が変更された。
同様の任にある国際藻類・菌類・植物命名規約、国際動物命名規約とあわせて、生物の学名の基準となっている。現在の最新版は2008年改訂版。本規約が定めるのはあくまで学名の適切な用法であり、分類学的判断には一切関与しない。
この規約はすべての細菌と古細菌の種から綱までの学名に適用される。門以上の命名については規定しなかったが、2021年に原核生物では門の語尾を-otaに統一することがICSPで決定された。その他の微生物の命名について、菌類と藻類には国際藻類・菌類・植物命名規約が、原生動物には国際動物命名規約が適用される。ウイルスについては、将来ウイルス命名規約が制定されればそれに従う。
この規約では、種の名は属名+単一の種形容語の2語組合せである。すべてのタクソンの学名はラテン語として扱われる。属名は主格名詞、種形容語は属格名詞、形容詞、分詞などの属名を形容できるラテン語（あるいはラテン語化した外来語）でなければならず、動物や植物のように主格名詞を種形容語に使う事はできない。学名の表示は、本文の他の部分と区別できるように異なった字体（例えばイタリック体）にすることが望ましい。

### 沿革
1930年：第1回国際微生物学会議（パリ）
この会議において命名分類委員会が結成され、本会議総会への勧告がなされ、総会において可決された。その主な内容は
- 細菌の命名に関する事項を国際微生物学会の常置計画の一つとする。
- 国際微生物学命名委員会を設立し、細菌命名に関する事項を扱う唯一の委員会とする。
- 本勧告の討議内容を国際植物会議（1930年、イギリスのケンブリッジ）に付託し、理解と協力を求める。
- 細菌命名の出発点としてLinnaeusのSpecies Plantarum (1753) の採用を勧告する。
- 微生物株保存機関 (culture collections) を発展、充実させなければならない。

1936年：第2回国際微生物学会議（ロンドン）
1939年：第3回国際微生物学会議（ニューヨーク）
本会議は規約試案をまとめて公表するよう指示したが、会議開催中に起こった第二次世界大戦がそれを困難にした。
1947年：第4回国際微生物学会議（コペンハーゲン）
第3回会議によって承認された細菌命名規約案は、本会議の資料用に印刷された。
1950年：第5回国際微生物学会議（リオ・デ・ジャネイロ）
1953年：第6回国際微生物学会議（ローマ）
規約の名称を｢国際細菌ウイルス命名規約｣に決定し、最終的に承認された規約の編集、注解の作成、出版が指示された。
1958年：第7回国際微生物学会議（ストックホルム）
1962年：第8回国際微生物学会議（モントリオール）
1966年：第9回国際微生物学会議（モスクワ）
国際細菌命名委員会ウイルス小委員会に代表されるウイルス学者が、ウイルス独自の命名規則を準備する決定をした結果、国際ウイルス命名委員会が結成され、ウイルスは本規約から外れることとなった。
1968年：レスター (Leicester) 会議
規約の全面改定と無用な学名を除去する方法を検討するために、特別会議が開かれた。この時、現在用いられている学名を全部収録した学名承認リストを作り、それ以前の名を無効とする事によってホモニムを避けるための文献調査の出発点とする構想が討議された。
1970年：第10回国際微生物学会議（メキシコシティ）
国際細菌命名委員会は、その定款を承認し、名称を国際細菌分類命名委員会 (International Committee on Systematic Bacteriology, ICSB) に変更した。
1973年：第1回国際細菌学会議（エルサレム）
国際細菌命名規約の旧版が承認され、単行書として出版されることとなった。
1978年：第12回国際微生物学会議（ミュンヘン）
1980年1月1日
細菌学名承認リスト (Approved Lists of Bacterial Names) が発効し、これがすべての細菌学名の出発点となった。これ以前に発表され、これらのリストに収載されなかった名はすべて無効となった。
1982年：第13回国際微生物学会議（ボストン）
1986年：第14回国際微生物学会議（マンチェスター）
1990年：第15回国際微生物学会議（大阪）

### 名の優先権
1980年1月1日に発効した細菌学名承認リスト (Approved Lists of Bacterial Names) がすべての細菌の学名の出発点である。これ以前に発表され、これらのリストに収載されなかった名はすべて無効である。
それ以降は、新しい学名に関する記載をのせた論文が、International  Journal of Systematic and Evolutionary Microbiology, IJSEM（旧 International Journal of Systematic Bacteriology, IJSB）に掲載された日を、その学名の正式発表の日とする。同じ日に発行された論文の間では、掲載ページが先のもの、かつリスト上位にあるものを優先とする。他の学術誌に発表された学名であっても、IJSEMに掲載されなければ正式発表とはならないので、命名上の優先権を持たない。

### 新しい学名を発表する手順
1. 発表しようとする学名が適切かを確認する。
  - 他の学名と重複しない。細菌だけでなく、すでに正式発表されている藻類・菌類・原生動物・ウイルスの名のホモニムであってはならない。
  - 国際細菌命名規約及び、ラテン語の文法に従わなければならない。
  - 変音記号（ウムラウト等）は使用せず、規則に従って書き換える。
2. 必要事項を記載した論文を (1) IJSEMまたは (2) 他の学術専門誌に投稿する。
  1. IJSEMに投稿した場合はステップ4へ進む。
  2. 他の学術専門誌に投稿した場合はステップ3へ進む。
3. IJSEM以外の学術専門誌に論文が掲載された場合は、その論文の別刷りを IJSEM に送り、Validation Lists of Bacterial Names への掲載を依頼する。
4. IJSEMに論文が掲載されるか、またはIJSEM誌の中のValidation Lists of Bacterial Namesにその名が掲載されると、その学名は正式に発表されたものとなる。

新しい学名を発表する論文には以下の内容が含まれていなければならない。
1. 発表しようとする学名を明確に新名（または新組み合わせ）として提案すること。
2. その名の示すタクソンの記載、またはその記載のある文献の指定。
  1. タクソンの記載に含まれなければならないこと。
    - そのタクソンの構成メンバーとして必須の性状
    - そのタクソンのすぐ上位のタクソンの構成メンバーであることを保証する性状
    - もっとも近縁のタクソンと区別するための鑑別性状。
    - 種の場合には、研究に用いた菌株の総数、菌株表示、それぞれの性質について陽性または陰性を示す菌株数。ある性状について均質でない場合は、均質な大部分に一致しない性状を示す特定の菌株番号。
3. その学名の示すタクソンの基準の指定。新種ならば基準株をしかるべき微生物株保存機関に寄託し、その寄託番号を明記すること。

### 他の命名規約との関連と相違点
植物・動物・細菌それぞれの命名規約は互いに独立しており、学名の規定に関する細部は規約ごとに異なる。これらを総括する規約は現在のところ存在しない。
命名規約は大まかな方針では一致するものの、細部には多くの相違がある。特に細菌は形態の変化に乏しい上に、個体を肉眼で見ることができないため、動植物において作製されるような形の標本には命名基準としての実用性がない。したがって種の記載のもとになる基準資料は、原則として生きている菌株であり、微生物株保存機関の一カ所以上に恒久的に保存されなければならない。生きている標本を保存するに当たっては、最小限の変化にとどめるためのあらゆる注意が払われるべきであり、そのための様々な方法がある。